# New Eltham
New Eltham és un barri dels districtes londinencs de Greenwich i Bexley, a Anglaterra (Regne Unit). Es troba al sud-est d'Eltham i al nord-oest de Sidcup.